# Битва при Аль-Ваджбе
Битва при Аль-Ваджбе — вооружённый конфликт, происходивший в марте 1893 года в Катаре, в то время являющемся частью османского санджака Неджд. Конфликт разгорелся после того, как османские власти взяли под стражу 14 катарских племенных вождей и отправили военную колонну в направлении крепости Аль Тани в городе Аль-Ваджба. Османская реакция была вызвана неподчинением ей каймакама Джасима Аль Тани.
Главная битва произошла в форте Аль-Ваджба. После неудачной попытки захватить крепость османские силы отступили сначала в форт Шебака, а затем и в свой форт в Аль-Бидде. Вскоре войска Аль-Тани осадили крепость и отрезали её район от водоснабжения, что привело к поражению османов. Результатом последовавшей договорённости стало освобождение катарских пленников в обмен на безопасный проход кавалерии Мехмед-паши в Эль-Хуфуф.
Хотя Катар в результате этих событий не обрёл полную независимость от Османской империи, эта битва рассматривается катарцами как определяющий эпизод становления Катара в качестве современного государства.

## Предыстория
Начиная с конца XIX века Османская империя начала кампанию по включению провинций Восточной Аравии в свою империю. После установления контроля над побережьем Эль-Хасы османы вплотную подошли к Катару, служившему базой для вооружённых действий бедуинов, которые выступали против османского владычества. В 1871 году турки, намереваясь установить контроль над полуостровом бескровно, отправили посольство с османским флагом к провозглашённому правителю катарского полуострова Джасиму бин Мухаммаду Аль Тани. Последний согласился подчиниться и поднял османский флаг над своей территорией, к декабрю того же года он отправил османам в Аль-Бидду часть своих войск В январе 1872 года Катар был формально включён в состав Османской империи в качестве провинции Неджда, Джасим Аль Тани был назначен его каймакамом. Большинству катарцев было разрешено сохранить свои прежние позиции в новой администрации..
Несмотря на неодобрение местных племён Аль Тани продолжал поддерживать османскую власть. Тем не менее, катарско-османские отношения постоянно ухудшались. В 1882 году турки отказали в помощи Аль Тани в его экспедиции в оккупированный силами Абу-Даби Хор аль-Удейд Также Аль-Тани пал в немилость у османов, когда они получили жалобы от катарцев о притеснениях со стороны Аль Тани в 1885—1886 годах. Кроме того, османы поддерживали своего ставленника Мухаммада ибн Абдель Вахаба, пытавшегося сместить Аль Тани с должности каймакама Катара в 1888 году.
В 1890 году османы пытались укрепить своё влияние на полуострове путём введения многочисленных административных реформ, повышения налогов и размещения дополнительных войск в гарнизоне в Аль-Бидде. Это в конечном итоге привело к восстанию Аль Тани против османов, которые по его мнению стремились узурпировать контроль над полуостровом. Он снял с себя обязанности каймакама и перестал платить налоги в августе 1892 года

## Хронология

### Переговоры
В октябре 1892 года османская группа из 200 воинов во главе с губернатором Басры, Хафизом Мехмед-пашой была отправлен в Катар в ответ на действия Аль Тани. Туда они прибыли в феврале 1893 года, к ним двигалось подкрепление из Кувейта. Аль Тани, опасаясь, что ему грозит смерть или тюрьма, бежал сначала в Эд-Дайиан, а затем укрылся в форте Аль-Ваджба (10 км к западу от Дохи) вместе с примкнувшими к нему несколькими катарскими племенами.
Мехмед-паша направил письмо Аль Тани с требованием распустить войска и высказать свою преданность османской власти. Но Аль Тани остался непреклонен в своём непризнании турецкой власти, а также отказался от личной встречи с Мехмед-пашой, сославшись на нездоровье. Он назначил своего брата, Ахмеда ибн Мухаммада Аль Тани, в качестве своего эмиссара. В марте, через месяц бесполезных переговоров, Мехмед потерял терпение и отправил под стражу Ахмеда Аль Тани и от 13 до 16 видных катарских племенных вождей на османский корвет «Меррих». Он также подверг блокаде город Аль-Ваджба.
Аль-Тани предложил выкуп в 10 000 лир за освобождение заложников, но Мехмед отклонил это предложение.

### Битва
После отклонения предложения Аль Тани, Мехмед отправил колонну войск под командованием генерала Юсуфа-эфенди к форту Аль-Ваджба. Там османы попали под мощный обстрел катарских пехотных и кавалерийских войск, численность которых составила от 3000 до 4000 человек. После 7 часов перестрелки турки отступили к крепости Шебака, где понесли дополнительные потери от катарской атаки. Кроме того, они потеряли связь с подкреплением из Кувейта, так как их сообщения были перехвачены катарскими бедуинами.
Османские войска вновь отступили, на этот раз в свой гарнизон в крепости в Аль-Бидде. Они продолжали беспорядочный огонь, убив нескольких мирных жителей города. Вскоре войска Аль Тани осадили крепость и отрезали её район от водоснабжения. Без воды и при нехватке припасов османы признали своё поражение и согласилась освободить катарских пленников в обмен на безопасный проход конницы Мехмед-паши в Эль-Хуфуф.

### Последствия
Из-за опасений дальнейшего роста восстания османское правительство полностью простило Аль Тани. Кроме того, османский султан Абдул-Хамид II лишил Мехмеда Хафиз-пашу управления Басрой. Хотя Катар не обрёл полную независимость от Османской империи до 1915 года, эти события способствовали дальнейшей консолидации власти на полуострове в руках Аль Тани. Также эта битва рассматривается катарцами как определяющий эпизод в создании Катара в качестве современного государства.